# Geranium humboldtii
Geranium humboldtii là một loài thực vật có hoa trong họ Mỏ hạc. Loài này được Spreng. mô tả khoa học đầu tiên năm 1826.